# Культура мишарей
Культура татар-мишарей — культура субэтноса татар, наряду с казанскими и сибирскими татарами образует культуру татарского народа.

## Расселение мишарей
Предки мишарей, в дозолотоордынский период жили по обоим берегам Волги (примерно от современной Сызрани до Волгограда) (см. буртасы).
В XI веке они под давлением поздних кочевников (см. половцы), переселились и в более северные земли (бассейн Суры, междуречье Цны и Мокши).
В период Золотой Орды образовались Мещерский юрт, Улус Мохши, Увек и др.
После распада Улуса Джучи, на землях мишарей образовалось несколько независимых княжеств (Темниковское княжество, Наровчатское княжество, Кадом, Сарыклыч и др.), которые не вошли в состав Казанского ханства, а с конца XV века начинают переходить в русское подданство.
В документах XIV—XV веков, они называются «мещеряками», а в более поздних XVI—XVII веков-под общим названием «татары». Расселение мишарей после включение этой территории в состав Московского государства, связано с обустройством засечных линий:
- В 1578 г. была основана засечная линия вдоль р. Алатырь, на ней же организована сторожевая служба Алатырь-Арзамас-Темников. Вдоль линии, правительство начинает раздавать поместья мишарям. Но в настоящее время на территории быв. Арзамасского уезда татаро-мишарских поселений почти нет, причиной чему стала усилившаяся в XVIII в. христианизация, когда мишари бросив поместья стали переселяться на восток (в частности в Алатырский уезд).
- В начале XVII в. при строительстве Карсунской засеки мишари получили земли в Симбирской губернии.
- В середине XVII в. происходит расселение мишарей в южном направлении. Так мишари заселили побережья рек Верхний Ломов, Нижний Ломов и Инсар.

К юго-востоку от засечных черт располагалось «Дикое Поле», для контроля над которым был выстроен острог Пенза (позже город) и заселен мишарями. Позже земли вдоль р.Сура были переданы мишарям.
- В 80-х годах XVII в. правительство раздает земли Саратовского края на поместном праве мишарям. Наиболее ранними являются селения на р.Уза (Искеево, Усть-Уза и др.). Раздача земель в этом крае продолжается вплоть до конца XVIII века.
- 1652—1657 годах была построена Закамская укреплённая черта по линии Ерыклинск — Тиинск — Билярск — Ново-Шешминск — Кичуевский острог — Заинск — Мензилинск. В XVIII веке южнее этой линии была проведена вторая черта: Алексеевск — Красноярская — Сергиевск — Кондурчинская — Черемшанская — Кичуйская. В пределы Закамья, оказавшиеся к концу XIV—XV вв. малозаселёнными вследствие опустошительных войн и набегов, вместе с другими народами переселялись и мишари из различных районов их обитания.
- Заселение Приуралья посходило с начала XVI века. Было связано как с вольной колонизацией, так и с переводом некоторой части служилых татар.
- В начале XVIII в. мишари получают поместья по р. Терешка

Однако расселение мишарей также связано с вольной колонизацией земель, после присоединения Среднего Поволжья к Русскому государству. Таким образом были заселены южное междуречье Волги и Суры, а также Саратовский край. Интенсивно шло переселение на восток.
Уже в XVI—XVII веках Дикое Поле было населено татарами-мишарями и засечные линии строились исходя из уже существующих селений (прим. селения Лаки, Лауш, Чиуш и др.), местное население вводилось в состав служилого сословия.

## Хозяйство
Территория проживания мишарей (на стыке лесной и степной зон) имеет природные благоприятные условия (относительно ровный рельеф, умеренно континентальный климат, плодородные почвы, изобилие рек, богатый растительный и животный мир) для развития различных отраслей хозяйства и особенно земледелия.
К началу II тыс. н. э. удельный вес земледелия в хозяйстве тюркоязычного населения, обитавшего здесь, заметно вырос, а впоследствии сильно развилось, что подтверждают находки в селищах и городищах ям с обугленным зерном-полбы, пшеницы, овса, проса, ржи, ячменя, гороха, чечевицы, а также орудий-лемехов сабанов (схожих с булгарскими), серпов и усовершенствованные жернова. Возделывание велось методом парового трёхполья.
Резкое ухудшение сельского хозяйства приходится на царствование Петра I, когда все привилегии мишарей были отменены, а сами они переведены в разряд государственных крестьян. Многие были привлечены к заготовке корабельного леса (в лашманы). Тогда же происходит отбор земель у мишарей и их передача в помещичьи угодия. Этот процесс усилился во время генерального межевания (XVIII—XIX вв).
С развитием техники в XIX—XX вв происходит общая машинизация земледелия.
В наше время развиваются крестьянско-фермерские хозяйства.
Наряду с земледелием, в мишарском хозяйстве занимает большое место животноводство. В XVI—XVII вв. оно имело большой удельный вес, но впоследствии, как и у других народов края, оно стало приобретать обслуживающий земледелие характер. Уровень присутствия в пище мясо-молочной продукции не снижался.
Большое значение имели овцы (куй), которых держало большинство мишарей.
Молочное скотоводство и овцеводство являются древними отраслями хозяйства, как и производное от них ткачество.
Пчеловодство имеет также древние корни, с чем связаны придания и приметы (запрет продажи улей и т. п.). Мед используется в обрядах и ритуалах.

## Поселения и жилища
В районах Среднего Поволжья насчитывается более 300 поселений татар-мишарей.
Основная часть из которых расположена на побережье рек. Развитие планировки происходило от гнездовой до уличной. Крупные селения имели квартальный тип застройки.
Все селения огораживались по периметру изгородью.
Во внутренней планировке до XIX века преобладали печи с подвесным и вмазанным котлом.
Рядом с печью устраивали широкие нары (тур), а вдоль стен-узкие лавки (янурдык).
Дальний конец избы также имел лавку и назывался «путмар»
Впоследствии распространение получили «белые печи», что привело к исчезновению нар (тур) и появлению деревянных кроватей (коник).
В результате планировка жилища сблизилась с русской.
Одна из частей двух-трёхкамерных домов выполняла функцию чистой избы и называлась гүренчә (от русского-горница).
Отличительными особенностями жилищ мишарей от жилищ других народов были матерчатые декоративные украшения — чебелдек, чаршау (занавеси около спальных мест), развешанные в простенках между окнами узорчатые полотенца-кашага.

## Национальная одежда

Татарка-мишарка в национальном костюме

Одежда мишарей очень своеобразна и отличает их не только от других народов края, но и от других этнографических групп татар. Она дает ценный материал для изучения истории мишарей.
До середины XIX века основным материалом для пошива одежды были холст или пестрядь (алача) собственного изготовления; в качестве тяжёлой ткани использовали сукно (тула) серого и тёмного цветов.
Фабричные ткани использовались ограничено (для нашивок).
Позже, выбор ткани зависел от имущественного состояния (от ситца и сатина до шелка и шерсти).
Для пошива и отделки зимней одежды использовались овчина, мех лисицы и выдры.
При отделке одежды использовались разноцветные ленты, тесемки, шнуры, позумент.
Обувь изготавливалась из кожи домашней выделки, овечьей шерсти и лыка.

### Мужская одежда
- Кәпәч — полусферическая тюбетейка.
- Кулмәк — широкая и длинная до колен рубаха. В прорезь боковых полотнищ вшивали треугольные ластовицы (киштәк). На груди делался прямой разрез (кунчек) без приполока. Ворот обычно делался стоячим и завязывался тесемкой или застегивался одной пуговицей.
- Ыштан — штаны с широким шагом.
- Зыбын — суконный вид одежды на подкладке, с низким стоячим воротником
- Бишмет — аналог бешмета.
- Тун — шуба, шилась из овчины красной дубки.
- Туры Тун — шуба, покрытая чёрным сукном, стоячий ворот которой обшивался мехом бобра или куницы.
- Чапан — одежда, наподобие тулупа, сшитая из домашнего сукна.

### Женская одежда

Татарка-мишарка в национальном костюме

- Юле күлмәк — льняная (темно-синяя)рубаха, отороченная полоской кумача с пришитыми к ней полосками красного и зелёного шелка.
- Алача күлмәк — льняная (в клетку) рубаха с воланом.
- Кыска күлмәк- рубаха с отрезной талией и кокеткой.
- Фартук вышитый техникой тамбура.
- Бустырык- женский камзол с короткими до локтя рукавами.
- Чабата — лапти (отличительная особенность-закреплённость оборами)
- Бабеч — ичеги на высоких каблуках.
- Башмак — вышитые туфли.
- Тастар — комплекс из волосника и покрывала.
- Чачкап — волосник состоящий из шапочки и узорчатого мешочка.
- Башкигеч — облегающий капюшон с покрывающей спину лопастью.
- Капшау — шапочка, покрытая спереди пятью рядами бус и обшитая по краям мелкими монетами, головная часть которой покрывалась крупными монетами, а задняя штампованными мелкими серебряными монетами.
- Колакча — височные подвески.
- Тамакча — ожерелье из монист.
- Тайка — мелкая девичья шапка, покрытая мелкими монетами.
- Калфак — длинный (до 40-50 см) белый бархатный колпак.
- Чачбау — накосник, состоящий из обшитого монетами шнура.
- Өрфәк — большая тонкая шерстяная шаль.
- Бөркәнчек — покрывало для лица (ритуальный свадебный элемент).

Неотъемлемой частью костюма мишарок является- күкрәкчә, представляющий собой кусок ткани (25Х40 см), который одевался под кулмәк и прицеплялся на шее с помощью лямки, виднеясь в разрезе прикрывал грудь женщины. Считается амулетом.
Украшение күкрәкча разнообразно (вышитые золотом в технике тамбура, отделанные шелковыми нитками), но с соблюдением основного мотива рисунка-«вихревая розетка».
У сергачинской группы мишарей также встречается күкрәкчә с пришитыми разноцветными треугольниками.
Считается, что күкрәкчә является местопребыванием духов.

## Кухня
- Казы — конская колбаса.
- Чимай — масло из скисшего молока.
- Бал-май — блюдо из топленого масла смешанного с мёдом.
- Элбә — халва на основе муки.
- Сөзмә — своеобразный вид творога.
- Катык — квашенный продукт из молока.
- Корт — молочный продукт, приготавливаемый из сузьмы, путём сушки на солнце.
- Үрә — суп из мяса, заправленный картофелем и крупой.
- Сыванаш — мясной суп заправленный большим количеством зелени.
- Салма — суп с кусочками круто замешанного теста.
- Тары боткасы — пшенная каша, выступает как ритуальное блюдо на праздниках.
- Талкан - каша из овсяной муки.
- Чигелдек — печенье, напоминающее конфеты-подушечки. Им угощают детей на календарном обряде Чипчип и осыпают новобрачных во время свадьбы.
- Күмәч — пресная лепешка (диам.15-20 см). Тесто для которого замешивается из пшеничной муки на кислом молоке с топленым маслом. Также используется в ряде ритуалов.
- Юача — блюдо, по форме напоминающее чегелдек, изготовленное из сдобного теста и жарится в кипящем масле.
- Чәк-чәк — блюдо из сдобных коротких палочек теста жареных в масле и залитых мёдом.
- Катлама — блюдо, тесто для которого раскатывают в лепешки, затем разрезают на ленты шириной в 5-7 см закручивают вокруг палочки и жарят в кипящем масле с сохранением спиральной формы.
- Кимак — блины, которые готовятся из дрожжевого жидкого теста на каше.
- Чөчели кимак — рецепт аналогичен оладьям (ритуальное блюдо-подавалось будущему зятю).
- Бәлеш — пирог (формы усеченного конуса) с начинкой из мяса, картофеля и капусты или только из фруктов.
- Пәрәмәч — жаренные пирожки, аналогичные блюду казанских татар, но с разной начинкой-творожной (мешке), картофельной (картук), конопляных семян (киндераш) и др.
- Какланган каз — вяленый гусь.
- Кагыт — лакомство из фруктового (чаще яблочного) пюре в виде тонкого листа, за что и получило свое название (кагыт - бумага).
- Буза — напиток, приготавливаемый из хмеля, меда разбавленного водой (1:3), дрожжей и выдержанного неделю в закупоренном сосуде.
- Айран (язма) — напиток полученный путём разбавления катыка с водой (с добавлением соли и специй)[4].

и др.

## Язык
Мишари разговаривают на мишарском диалекте татарского языка.

## Семья и брак
Семьи татар-мишарей чаще всего большие. Ранее несколько поколений могли жить в одном дворе и при этом вести общее хозяйство. Но также бытовал раздел двух видов-частный и общий (при частном выделялась одна семья, а при общем-большая семья полностью делила имущество и превращалась в несколько семей).
Отличительной особенностью был обряд избегания детьми и женой старших представителей рода мужа (у сергачинских мишарей, также присутствовало годичное избегание мужем старших родственников жены).

## Духовная культура
Основной религией мишарей является ислам.
Известно, что проникновение ислама в Среднее Поволжье относится к X веку. н. э.
За некоторой схожестью и общеизвестностью Ислама, можно отметить особенности обрядовой культуры мишарей и их верований:
- Кот — душа. Представляется в виде крылатого существа-птицы или бабочки.
- Койгорыш — птица счастья (имеет аналогию в древнеиранской мифологии).
- Акбузат — мифическое существо, в виде крылатого белого коня.
- Адждаха (Азьдакы) — враждебный дух. Предстает в виде огненного змея, может перевоплощаться в человека и сожительствовать с одинокими женщинами в образе их мужей (аналоги — иранский Заххак, башкирский Аждаха, славянский Огненный змей).
- Өрәк — души нечистых (ср. заложные покойники). По поверьям превращается в колдуна (убыр) и вредит живущим.
- Өлөшен бирү — в течение года после смерти человека, его долю блюд отдавали многодетным семьям или одиноким старикам.
- Нәзер Корбан — обещание искупительного жертвоприношения предкам для удачи в делах.
- Джир Иясе — дух земли, которому приносят жертву для плодородия. Весной, покупали овцу, варили пшенную кашу (бутка), приготавливали бузу. Закалывать овцу поручали самому уважаемому члену общества, старухи из мяса варили үрә. Перед трапезой мужчины читали молитву (дога). Кости закапывали в землю или опускали в проточную воду.

Джир Иясе мог наказывать людей за осквернение земли.
- Су Иясе — дух воды, который обитает в водоемах. Считался злым духом и мог насылать засуху, наводнения, топить людей и т. д.
- Йорт Иясе — дух дома. Мог показываться только тем жителям, кого он любит в образе женщины в белом, зайца или белой собаки.
- Имче — знахарь (совершал ритуалы и обряды).
- Багучы — предсказательница.

Каждое заболевание могло иметь свой дух:
- Чәчәк иясе — дух оспы[4].

и др.
Многие духи представлены в виде пиров, умилостивление которых происходит также с жертвоприношениями и приготовлением ритуальных блюд.

## Праздники
- Навруз — праздник весеннего равноденствия, знаменует приход нового года. Связан с обрядом Чип-чип  (колядование)[4].
- Нардуган -  древний языческий праздник зимнего солнцестояния [5][6]
- Ураза-Байрам — праздник разговления.
- Курбан-Байрам — праздник жертвоприношения.
- Йомырка-Байрам - «праздник яйца», схожий с традицией Пасхи [6]

## Фольклор
Наиболее древними жанрами народного творчества являются сказки, самыми древними персонажами которых являлись Койгорыш (птица счастья) и Акбузат (белый конь), которые сопутствовали героям.
Все звери сказок относятся к фауне Среднего Поволжья. Это, чаще всего, волк, лиса, медведь, заяц. Часто упоминаются и различные сельскохозяйственные культуры (рожь, ячмень и, особенно, просо).
Значительное место занимают как легенды, загадки и пословицы, так и Баиты — специфические произведения эпического, лирического или плакательного жанров, созданные по случаю какого-либо чрезвычайного, трагического события в жизни народа или отдельного человека. Для них характерна своеобразная мелодия и исполнение в форме речитатива. Складываются с рифмами по типу ааба, абвб.
Распространены Баиты о войне, например о русско-японской войне («Япон сугышы бәете»), о Лашманах («Лашман бәете»), о трагической смерти и др.
Для Баитов характерна своеобразная мелодия и исполнение в форме речитатива.
Также встречаются короткие песни кыска джырлар (четырёхстрочные куплеты).
Распространение имели солдатские, рекрутские песни.
Отличительной особенностью мишарской поэзии, является наличие большого числа сюжетных песен, которые состоят из нескольких куплетов, скрепленных единством мысли и звучания с меняющимися текстовыми или мелодическими припевами.
Большое место занимают любовная лирика и обрядовая поэзия. К примеру Джимчәчәк («джим»-сок; «чәчәк»-цветок) — обрядовая хороводная песня, исполнявшаяся на празднике весеннего равноденствия-Навруз, у берега реки, связана с пожеланием плодородия. Распространение имели и песни-заклинания.
Одну из групп фольклорных песен мишарей занимают обрядовые лирические песни невест, основным мотивом которых является прощание девушки с девичеством.
Свадебные песни мишарей имеют большую схожесть с песнями чувашей.